# Zbrodnia w Słobódce Bołszowieckiej
Zbrodnia w Słobódce Bołszowieckiej – zbrodnia dokonana 5 lutego 1944 r. przez nacjonalistów ukraińskich na polskich mieszkańcach wsi Słobódka Bołszowiecka, położonej w powiecie rohatyńskim województwa stanisławowskiego.
W 1921 roku w Słobódce Bołszowieckiej mieszkało 637 osób, w tym 369 Rusinów (Ukraińców), 252 Polaków i 16 Żydów. Wieś liczyła 103 zagród. W 1931 roku wieś liczyła 136 zagród i 693 mieszkańców. Według świadków w przeddzień mordu wieś liczyła około 200 gospodarstw, z czego większość była ukraińska.
Do ataku Ukraińców na polskich mieszkańców Słobódki Bołszowieckiej doszło 5 lutego 1944 roku po godzinie 20. Według Szczepana Siekierki, Henryka Komańskiego i Eugeniusza Różańskiego napastnikami byli banderowcy.

Udział brali Ukr[aińcy] z tej samej wsi i okolicznych. Napad był dnia z 5 na 6 II 44 o godz.8 wieczorem. Puścili rakiety z okrzykiem „Bracia do roboty”. Zaczęli strzelać i drzwi i okna rąbali siekierami i ludzi znajdujących się w budynkach rąbali siekierami, odcinali ręce i nogi, głowy i przebijali sztyletami. - zeznawały 11 lutego 1944 roku przed przedstawicielami Polskiego Komitetu Opiekuńczego we Lwowie Maria Starczewska i Leontyna Adamowska.

Zdarzały się przypadki pomocy udzielanej Polakom przez Ukraińców. Jedna z Ukrainek ostrzegła przed niebezpieczeństwem Polaków, którzy w czasie napadu wysiadali z pociągu na miejscowej stacji kolejowej. Inna doradziła ucieczkę Polakowi, który próbował ukryć się w domu, w którym byli banderowcy.
Zdaniem Grzegorza Motyki w wyniku tego napadu zabito 19 Polaków. Według Siekierki, Komańskiego i Różańskiego zginęło 35 Polaków a 10 zostało rannych.
Zbrodnia na Polakach w Słobódce Bołszowieckiej była częścią ludobójczej czystki etnicznej w Małopolsce Wschodniej.

## Niemiecka pacyfikacja
Okupant niemiecki wszczął śledztwo w związku ze zbrodnią na Polakach w Słobódce Bołszowieckiej oraz podobnym napadem w sąsiednich Bołszowcach, który miał miejsce 29 lutego 1944 roku. 8 marca do obu miejscowości przyjechali funkcjonariusze Kripo, na których nacjonaliści ukraińscy urządzili zasadzkę. Zginęło czterech policjantów - Niemiec i trzech Polaków. Zabicie funkcjonariuszy skutkowało niemieckim odwetem w postaci pacyfikacji Bołszowców i Słobódki Bołszowieckiej, w wyniku którego zginęło od 187 do 329 Ukraińców.